# 4 x 200 meter frisim för damer i simning vid olympiska sommarspelen 2016
Damernas 4 x 200 meter frisim vid olympiska sommarspelen 2016 avgjordes 10 augusti 2016 i Estádio Aquático Olímpico.

## Resultat

### Försöksheat
| Placering | Heat | Bana | Nation         | Simmare | Tid     | Noteringar |
| --------- | ---- | ---- | -------------- | --- | ------- | ---------- |
| 1         | 2    | 4    | USA            | Allison Schmitt (1:55.95) Missy Franklin (1:57.03) Melanie Margalis (1:57.04) Cierra Runge (1:57.75)            | 7:47.77 | Q          |
| 2         | 1    | 3    | Australien     | Leah Neale (1:57.06) Bronte Barratt (1:56.85) Tamsin Cook (1:57.35) Jessica Ashwood (1:57.98)                   | 7:49.24 | Q          |
| 3         | 2    | 5    | Kina           | Ai Yanhan (1:57.20) Zhang Yuhan (1:56.38) Dong Jie (1:57.45) Wang Shijia (1:58.55)                              | 7:49.58 | Q          |
| 4         | 1    | 2    | Ryssland       | Viktoriya Andreeva (1:57.82) Arina Openysheva (1:57.67) Daria Mullakaeva (1:57.85) Veronika Popova (1:57.18)    | 7:50.52 | Q, 0NR0    |
| 5         | 2    | 8    | Ungern         | Evelyn Verrasztó (1:58.81) Ajna Késely (1:58.93) Boglárka Kapás (1:57.77) Katinka Hosszú (1:55.66)              | 7:51.17 | Q          |
| 6         | 1    | 7    | Kanada         | Katerine Savard (1:57.96) Taylor Ruck (1:56.25) Emily Overholt (1:58.29) Kennedy Goss (1:59.49)                 | 7:51.99 | Q          |
| 7         | 1    | 6    | Japan          | Chihiro Igarashi (1:57.18) Rikako Ikee (1:57.71) Tomomi Aoki (1:57.39) Sachi Mochida (2:00.22)                  | 7:52.50 | Q          |
| 8         | 1    | 5    | Sverige        | Louise Hansson (2:00.07) Michelle Coleman (1:56.93) Ida Marko-Varga (1:59.27) Sarah Sjöström (1:57.16)          | 7:53.43 | Q          |
| 9         | 2    | 3    | Storbritannien | Siobhan-Marie O'Connor (1:57.47) Georgia Coates (1:58.59) Hannah Miley (1:58.66) Camilla Hattersley (1:59.45)   | 7:54.17 |            |
| 10        | 2    | 2    | Frankrike      | Coralie Balmy (1:57.38) Cloé Hache (2:01.52) Charlotte Bonnet (1:58.15) Margaux Fabre (1:58.50)                 | 7:55.55 |            |
| 11        | 2    | 7    | Brasilien      | Manuella Lyrio (1:58.39) Jéssica Cavalheiro (1:59.05) Gabrielle Roncatto (2:00.09) Larissa Oliveira (1:58.15)   | 7:55.68 | 0AR0       |
| 12        | 2    | 1    | Tyskland       | Annika Bruhn (1:59.28) Leonie Kullmann (1:59.04) Paulina Schmiedel (2:01.24) Sarah Köhler (1:57.18)             | 7:56.74 |            |
| 13        | 1    | 4    | Italien        | Alice Mizzau (1:59.74) Martina de Memme (2:00.54) Chiara Masini Lucetti (2:00.98) Federica Pellegrini (1:56.48) | 7:57.74 |            |
| 14        | 1    | 1    | Nederländerna  | Marrit Steenbergen (2:00.80) Esmee Vermeulen (1:59.07) Andrea Kneppers (1:59.86) Robin Neumann (1:59.01)        | 7:58.74 |            |
| 15        | 1    | 8    | Slovenien      | Janja Šegel (1:59.81) Anja Klinar (2:00.74) Tjaša Pintar (1:59.25) Tjaša Oder (2:02.42)                         | 8:02.22 |            |
| 16        | 2    | 6    | Spanien        | Melania Costa Schmid (2:00.02) Patricia Castro (1:59.91) Fátima Gallardo (2:00.02) África Zamorano (2:03.79)    | 8:03.74 |            |

### Final
| Placering | Bana | Nation     | Simmare | Tid     | Noteringar |
| --------- | ---- | ---------- | --- | ------- | ---------- |
| 1         | 4    | USA        | Allison Schmitt (1:56.21) Leah Smith (1:56.69) Maya DiRado (1:56.39) Katie Ledecky (1:53.74)               | 7:43.03 |            |
| 2         | 5    | Australien | Leah Neale (1:57.95) Emma McKeon (1:54.64) Bronte Barratt (1:55.81) Tamsin Cook (1:56.47)                  | 7:44.87 |            |
| 3         | 7    | Kanada     | Katerine Savard (1:57.91) Taylor Ruck (1:56.18) Brittany MacLean (1:56.36) Penny Oleksiak (1:54.94)        | 7:45.39 | 0NR0       |
| 4         | 2    | Kina       | Shen Duo (1:56.30) Ai Yanhan (1:57.79) Dong Jie (1:57.15) Zhang Yuhan (1:56.72)                            | 7:47.96 |            |
| 5         | 3    | Sverige    | Michelle Coleman (1:56.20) Ida Marko-Varga (1:59.46) Sarah Sjöström (1:54.88) Louise Hansson (1:59.72)     | 7:50.26 |            |
| 6         | 8    | Ungern     | Zsuzsanna Jakabos (1:58.90) Ajna Késely (1:58.74) Boglárka Kapás (1:57.65) Katinka Hosszú (1:55.74)        | 7:51.03 |            |
| 7         | 6    | Ryssland   | Veronika Popova (1:57.52) Viktoriya Andreeva (1:58.10) Daria Ustinova (1:59.54) Arina Openysheva (1:58.10) | 7:53.26 |            |
| 8         | 1    | Japan      | Chihiro Igarashi (1:57.85) Sachi Mochida (2:02.00) Tomomi Aoki (1:58.66) Rikako Ikee (1:58.25)             | 7:56.76 |            |